# Pseudoeurycea rex
Pseudoeurycea rex é uma espécie de salamandra da família Plethodontidae.
Pode ser encontrada nos seguintes países: Guatemala e México.
Os seus habitats naturais são: regiões subtropicais ou tropicais húmidas de alta altitude, campos de altitude subtropicais ou tropicais e florestas secundárias altamente degradadas.
Está ameaçada por perda de habitat.